# Olympische Sommerspiele 1956/Teilnehmer (Griechenland)
| Gelbes Symbol für Goldmedaillen mit stilisierten Olympischen Ringen | Graues Symbol für Silbermedaillen mit stilisierten Olympischen Ringen | Braundes Symbol für Bronzemedaillen mit stilisierten Olympischen Ringen |
| ------------------------------------------------------------------- | --------------------------------------------------------------------- | ----------------------------------------------------------------------- |
| —                                                                   | —                                                                     | 1                                                                       |

Griechenland nahm an den Olympischen Sommerspielen 1956 im australischen Melbourne mit einer Delegation von 13 männlichen Sportlern an 13 Wettkämpfen in fünf Sportarten teil.
Seit 1896 war es die dreizehnte Teilnahme Griechenlands an Olympischen Sommerspielen.
Jüngster Athlet war mit 22 Jahren und 19 Tagen der Kugelstoßer Georgios Tsakanikas, ältester Athlet der Sprinter Ioannis Kambadelis (29 Jahre und 21 Tage).

## Flaggenträger
Der Stabhochspringer Georgios Roumbanis trug die Flagge Griechenlands während der Eröffnungsfeier im Olympiastadion.

## Medaillengewinner
Mit einer gewonnenen Bronzemedaille belegte das griechische Team Platz 35 im Medaillenspiegel.

### Bronze
| Name               | Sportart       | Wettbewerb     |
| ------------------ | -------------- | -------------- |
| Georgios Roumbanis | Leichtathletik | Stabhochsprung |

## Teilnehmer nach Sportarten

### Leichtathletik
- Evangelos Depastas
  - 800 Meter Lauf

Runde eins: in Lauf zwei (Rang drei) für das Halbfinale qualifiziert, 1:53,1 Minuten (handgestoppt), 1:53,23 Minuten (automatisch gestoppt)
Halbfinale: ausgeschieden in Lauf zwei (Rang drei), 1:52,0 Minuten (handgestoppt), 1:52,19 Minuten (automatisch gestoppt)
  - 1500 Meter Lauf

Runde eins: ausgeschieden in Lauf zwei (Rang sieben), 3:52,0 Minuten (handgestoppt), 3:51,79 Minuten (automatisch gestoppt)

- Ioannis Kambadelis
  - 110 Meter Hürden

Runde eins: ausgeschieden in Lauf vier (Rang fünf), 15,1 Sekunden (handgestoppt), 15,28 Sekunden (automatisch gestoppt)
  - 400 Meter Hürden

Runde eins: in Lauf vier (Rang zwei) für das Halbfinale qualifiziert, 53,7 Sekunden (handgestoppt), 53,66 Sekunden (automatisch gestoppt)
Halbfinale: ausgeschieden in Lauf zwei (Rang sechs), 53,8 Sekunden (handgestoppt), 53,93 Sekunden (automatisch gestoppt)

- Dimitrios Konstantinidis
  - 800 Meter Lauf

Runde eins: ausgeschieden in Lauf eins (Rang fünf), 1:52,7 Minuten (handgestoppt), 1:53,03 Minuten (automatisch gestoppt)

- Georgios Papavasileiou
  - 1500 Meter Lauf

Runde eins: ausgeschieden in Lauf drei (Rang neun), 3:57,0 Minuten (handgestoppt), 3:57,57 Minuten (automatisch gestoppt)
  - 3000 Meter Hindernis

Runde eins: ausgeschieden in Lauf eins (Rang acht), 8:55,6 Minuten (handgestoppt), 8:55,93 Minuten (automatisch gestoppt)

- Georgios Roumbanis
  - Stabhochsprung

Qualifikationsrunde: 4,15 Meter, Rang fünf, für das Finale qualifiziert
3,70 Meter: gültig, ohne Fehlversuch
3,85 Meter: gültig, ohne Fehlversuch
4,00 Meter: gültig, ohne Fehlversuch
4,15 Meter: gültig, ohne Fehlversuch
Finale: 4,50 Meter, Rang drei 
4,00 Meter: gültig, ohne Fehlversuch
4,15 Meter: gültig, ohne Fehlversuch
4,25 Meter: gültig, ein Fehlversuch
4,35 Meter: gültig, ein Fehlversuch
4,40 Meter: gültig, ohne Fehlversuch
4,45 Meter: gültig, ohne Fehlversuch
4,50 Meter: gültig, ohne Fehlversuch
4,53 Meter: ungültig, drei Fehlversuche

- Georgios Tsakanikas
  - Kugelstoßen

Qualifikationsrunde: 15,99 Meter, Rang sieben
Versuch eins: 14,93 Meter
Versuch zwei: 15,99 Meter
Versuch drei: ausgelassen
Finale: 16,56, Rang acht
Versuch eins: ungültig
Versuch zwei: 16,56 Meter
Versuch drei: 15,52 Meter

### Ringen
Freistil
- Spyros Defteraios
  - Halbschwergewicht

ausgeschieden nach Runde eins mit drei Minuspunkten
Runde eins: Schulterniederlage gegen Gerry Martina aus Irland, drei Minuspunkte

- Antonios Georgoulis
  - Schwergewicht

ausgeschieden nach Lauf drei mit sieben Minuspunkten
Runde eins: Sieg gegen Joseph Zammit aus Australien nach Punkten (3:0), ein Minuspunkt
Runde zwei: Niederlage gegen Hamit Kaplan aus der Türkei nach Punkten (0:3), vier Minuspunkte
Runde drei: Schulterniederlage gegen Adelmo Bulgarelli aus Italien, sieben Minuspunkte

### Rudern
- Nikolaos Chatzigiakoumis
  - Einer

Runde eins: in Lauf zwei (Rang vier) gescheitert, 7:51,5 Minuten
Runde eins Wiederholungslauf: ausgeschieden in Lauf eins (Rang zwei), 11:00,4 Minuten

### Schießen
- Vangelis Chrysafis
  - Schnellfeuerpistole

Finale: 553 Punkte, 60 Treffer, Rang 21
Runde eins: 275 Punkte, 30 Treffer, Rang 22
Runde zwei: 278 Punkte, 30 Treffer, Rang 23

- Ioannis Koutsis
  - Tontaubenschießen

Finale: 175 Punkte, Rang zwölf

### Segeln
Sharpie
- Ergebnisse
Finale: 1137 Punkte, Rang zwölf
Rennen eins: 261 Punkte, 4:26:40 Stunden, Rang neun
Rennen zwei: 136 Punkte, 3:53:45 Stunden, Rang zwölf
Rennen drei: 215 Punkte, 4:05:50 Stunden, Rang zehn
Rennen vier: Rennen nicht beendet (DNF)
Rennen fünf: 215 Punkte, 3:44:21 Stunden, Rang zehn
Rennen sechs: 136 Punkte, 4:10:01 Stunden, Rang zwölf
Rennen sieben: 174 Punkte, 3:46:32 Stunden, Rang elf
- Mannschaft
Spyridon Bonas
Stelios Bonas